# Елфимов, Владимир Владимирович
Владимир Владимирович Елфимов (1 мая 1933 года, Владивосток — 5 августа 1993 года, Санкт-Петербург) — советский инженер, учёный и испытатель в области ракетно-космической техники. Директор Приморского филиала НПО «Энергия» (1978—1993), заместитель генерального конструктора НПО «Энергия», кандидат технических наук. Член ЦК КПСС (1971—1993).
С 1978 по 1993 год возглавлял Приморский филиал НПО «Энергия» Приморск (Ленинградская область), где под его руководством были организованы испытания ракетных двигателей ракетно-космических аппаратов.
Депутат Выборгского районного совета народных депутатов Ленинградской области (1981—1990).

## Биография

### Учеба
Ленинградская школа № 236.
Ленинградский машиностроительный техникум.
Ленинградский военно-механический институт «ВОЕНМЕХ».

### Работа
ВНИИМ № 100 (танковый институт на территории Кировского завода). Директором этого института был Петр Ворошилов — приемный сын знаменитого маршала.
ОАО «КБСМ» (Конструкторское бюро специального машиностроения) — Начальник комплекса К-8 (1974—1978)
Приморский филиал КБ «Энергомаш» — Директор (1978—1983)
Приморский филиал НПО «Энергия» — Директор (1983—1993)

## Изобретения, патенты, авторские свидетельства
- Авторское свидетельство СССР: Способ подачи рабочих компонентов в реактивный двигатель и устройство для его осуществления Архивная копия от 18 января 2017 на Wayback Machine

## Награды
- Медаль «В ПАМЯТЬ 250-летия ЛЕНИНГРАДА» (1958)
- Почетный знак «Победитель социалистического соревнования 1974 года» (1975)
- Почетный знак «УДАРНИК ДЕВЯТОЙ ПЯТИЛЕТКИ» (1976)
- Почетный знак «Победитель социалистического соревнования 1977 года» (1978)
- Медаль имени Ю. А. Гагарина (проф) (1981)
- Медаль «75 лет со дня рождения академика С. П. Королева» (1983)
- Медаль «ВЕТЕРАН ТРУДА» (1983)
- Медаль имени М. К. Янгеля (1984)
- Юбилейная медаль имени Ю. А. Гагарина (1984)
- Медаль имени К. Э. Циолковского (1987)
- Медаль имени В. Н. Челомея (1988)
- Знак «Ветеран космодрома Байконур» (1989)
- Медаль имени Ю. А. Гагарина (фас) (1990)
- Юбилейная медаль "20 лет полета «Энергия-Буран» (2008)

## Ссылки

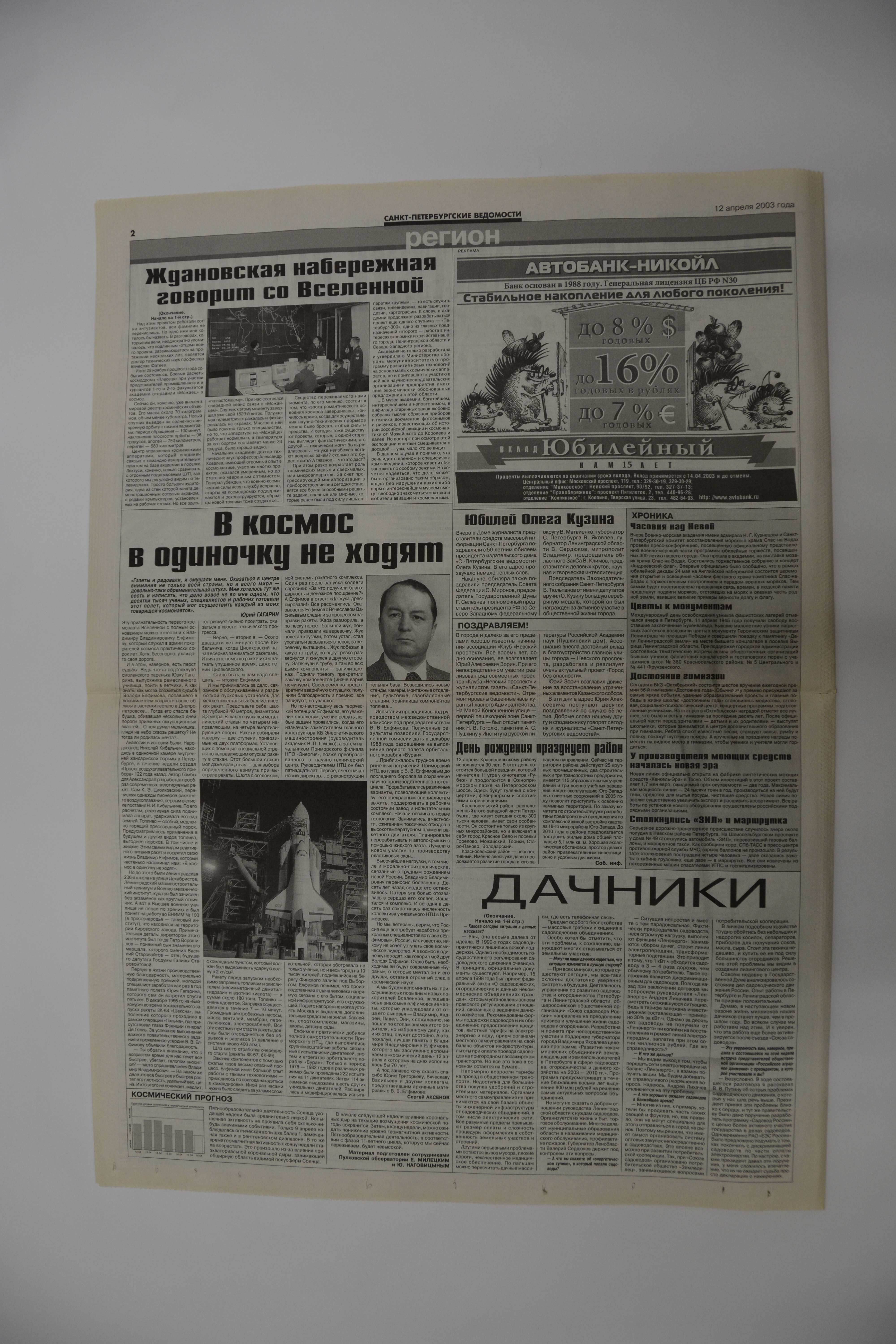